# Museo Chicote
Il Museo Chicote, in passato conosciuto come Bar Chicote, è un museo che si trova al numero 12 della Gran Via di Madrid.

## Storia
Il locale era stato aperto nel 1931 da Pedro Chicote, il barman dell'Hotel Ritz, come uno dei primi american bar di Spagna e venne disegnato dall'architetto Luis Gutiérrez Soto.
Fin dall'inizio e per tutta la sua storia, il bar è stato frequentato da personaggi famosi come Ranieri di Monaco, la principessa Soraya, Ernest Hemingway, attori come Frank Sinatra, Grace Kelly, Ava Gardner, Rita Hayworth, Sophia Loren e Gregory Peck, politici di tutti gli schieramenti come Primo de Rivera e La Pasionaria e sportivi come Di Stéfano e Puskas.
Il Museo Chicote nacque invece nel 1940, quando il proprietario decise di aprire al pubblico la sua collezione di più di diecimila bottiglie provenienti da tutto il mondo che al tempo era considerata la migliore al mondo tanto che Aristotele Onassis offrì al barman trenta milioni di pesetas per averla.
Negli anni Ottanta il bar è stato anche uno dei punti di ritrovo della Movida madrileña.

## Nella cultura popolare
Il bar è menzionato nella canzone Madrid di Agustín Lara e in due composizioni di Joaquín Sabina.